# 橋本欣典
橋本 欣典  (はしもと よしのり、1989年3月18日 - ) は、日本のブロックチェーン技術者。カナゴールドのハンドルネームで知られる。2022年6月、株式会社web3テクノロジーズ 代表取締役社長に就任。チューリンガム株式会社 元取締役最高執行責任者。

## 来歴
1989年3月18日生まれ。
東京大学大学院経済学研究科金融システム専攻。
2014年日本取引所グループ。日本証券クリアリング機構にてクオンツとしてIRS、CDS、上場デリバティブ、現物株の証拠金アルゴリズムの高度化に従事。
2017年SAS　ＪＡＰＡＮ
2018年bitFlyer。経営戦略部にて、デリバティブ商品設計、仮想通貨AML体制構築などを行う。
2019年2月株式会社BUIDL。リサーチャーとして交換業向けコンサルティング、アドレストラッキングツールのアルゴリズムを開発。Scaling Bitcoin 2019 にて論文を発表。
2019年6月チューリンガム株式会社設立  。
2022年1月株式会社クシム  取締役CTO就任。
2022年6月株式会社web3テクノロジーズ CEO就任。

## 事業活動

### チューリンガム株式会社
2019年設立。ブロックチェーン技術や暗号理論を用いたR＆D、システム受託開発、アプリケーション開発、暗号資産開発事業を行う。ブロックチェーンプラットフォームを手掛ける株式会社クシムの子会社。「ブロックチェーンゲーム」×「コンテンツ創出」というテーマでブロックチェーンゲームを開発している株式会社SEVENTAGEを子会社に持つ。
株式会社クシムが運営しているメディア「KUSHIM HACK」の記事監修を行う。

## 発言

### 現在のビットコインは、導入期を過ぎて、市場が整備されつつあり、立派な資産として成長している過程に入っているという動きについて
ビットコインがツイッターなどで使われる、ETFで投資できるようになるといったニュースを、世の中の人々は何となくポジティブと捉えています。それで買う人が増えれば、短中期的には価格上昇に寄与するでしょう。
一方であまり楽しくないような気もします。僕はオタク寄りの人間ですので、アナーキズム的なところ、ビットコインの魅力のようなものが損なわれていくのは面白くありません。面白くないと持っていたいという気持ちも薄れてしまいそうですが、資産価値としては悪くないという感覚です*  。